# ウィリアム・ジャクソン・フッカー

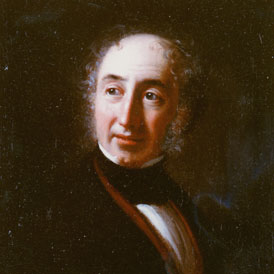
William Jackson Hooker.

ウィリアム・ジャクソン・フッカー（William Jackson Hooker, FRS、1785年7月6日 – 1865年8月12日）は、イギリスの植物学者、植物画家である。グラスゴー大学の植物学のレジウス教授職（Regius Professor）を務め、キューガーデンの園長を務めた。ジョセフ・バンクスの友人であり、バンクスの援助で植物採集探検やその整理も行った。息子のジョセフ・ダルトン・フッカーもキューガーデンの園長を務めた。

## 生涯
ノリッジに生まれた。一族には有名な神学者のリチャード・フッカーがいる。父親のジョセフ・フッカーもドイツの文学を研究し珍しい植物の栽培を行った人物である。残された個人資産はノリッジの高校で学んだ後、各地を旅行し、鳥類学や昆虫学などの博物学の研究ですごすことができた。珍しいコケを見つけた時に相談したジェームズ・エドワード・スミスの薦めによって植物学への興味ももった。
1809年の夏、ジョゼフ・バンクスに薦められて、アイスランドに最初の植物採集探検を行った。その時集めた、標本や記録類や図は帰途中の船の火災で失われたが、記憶をたよりにアイスランドの住民や植物相の著書『1809年のアイスランド旅行』（Tour in Iceland, 1809）を著し、1811年に自費出版し、1813年に再刊された。
1810年から、ロバート・ブラウンリッジとともにセイロン島への探検を計画し、準備を行うが政治的な混乱から実現しなかった。1814年に9ヶ月間、フランス、スイス、北イタリアでの採集旅行を行い、翌年銀行家、ドーソン・ターナーの娘と結婚した。ヘールスワースに住み、植物学者の間で有名になった植物標本の形成に取り組んだ。1816年に最初の科学書、British Jungermanniaeを出版した。
1820年にグラスゴー大学の欽定教授職に就任し、教師として有名になった。翌年『スコットランドの植物』（Flora Scotica）を出版した。グラスゴーの植物学者、版画家のトーマス・ホプカーク（Thomas Hopkirk）とともに、グラスゴー王立植物研究所の創立に協力した。1841年にキューガーデンの園長に就任し、キューガーデンの面積を8倍近くの30ヘクタールに拡張し、多くの温室を作った。
アブラゴケの科名（Hookeriaceae、属名（Hookeria）やホルトノキ科の植物 Rinodendron hookerianum に名前が残されている。

## フッカーの植物画

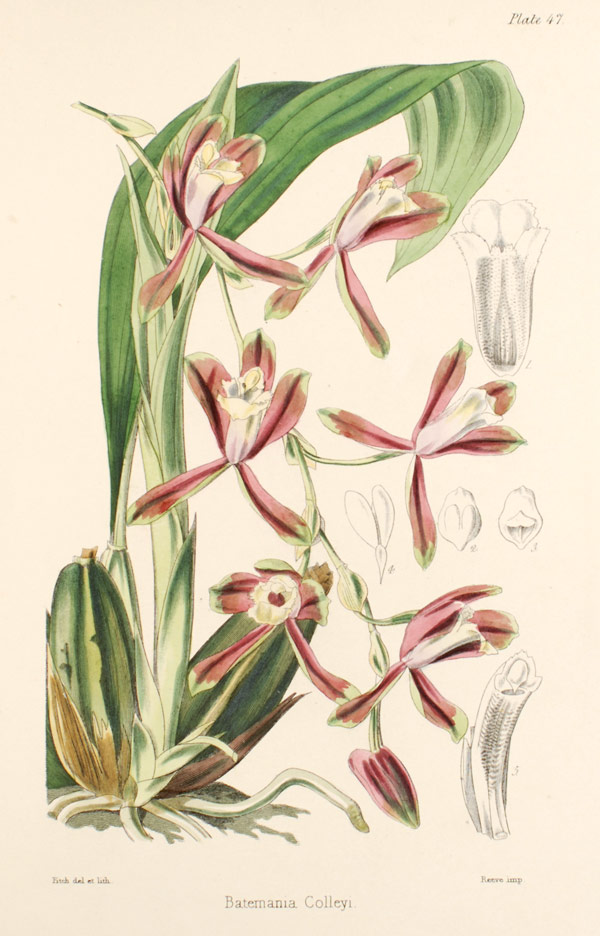
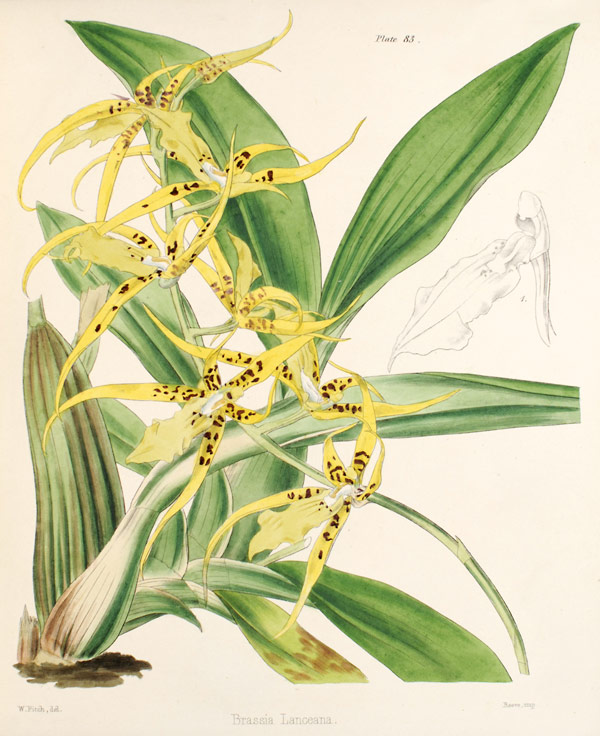
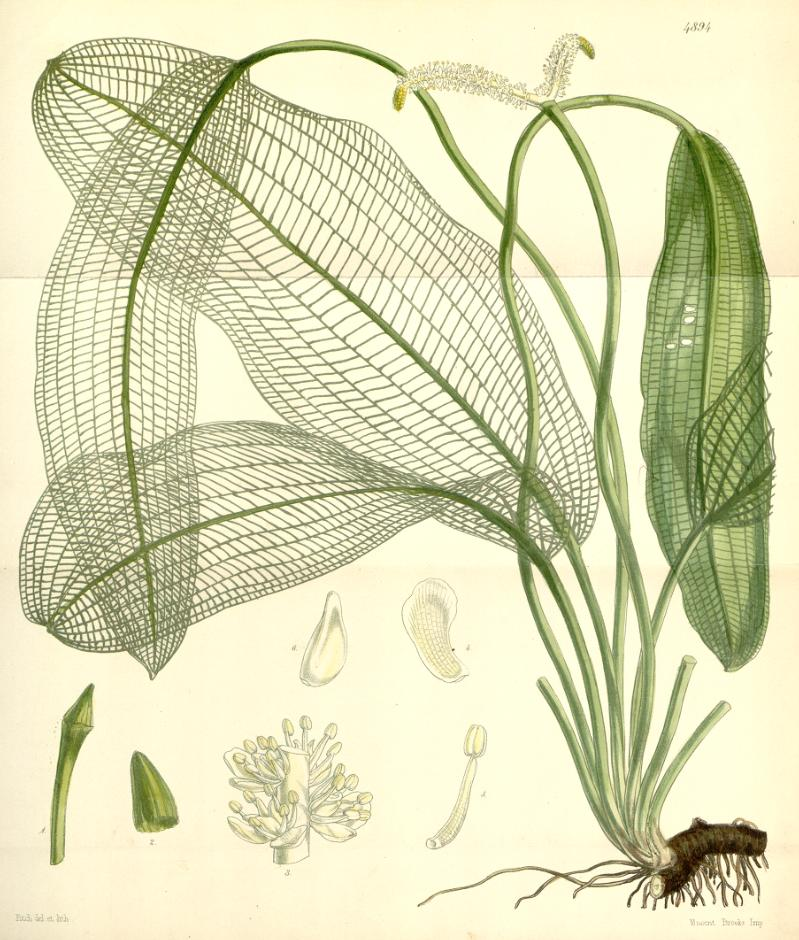
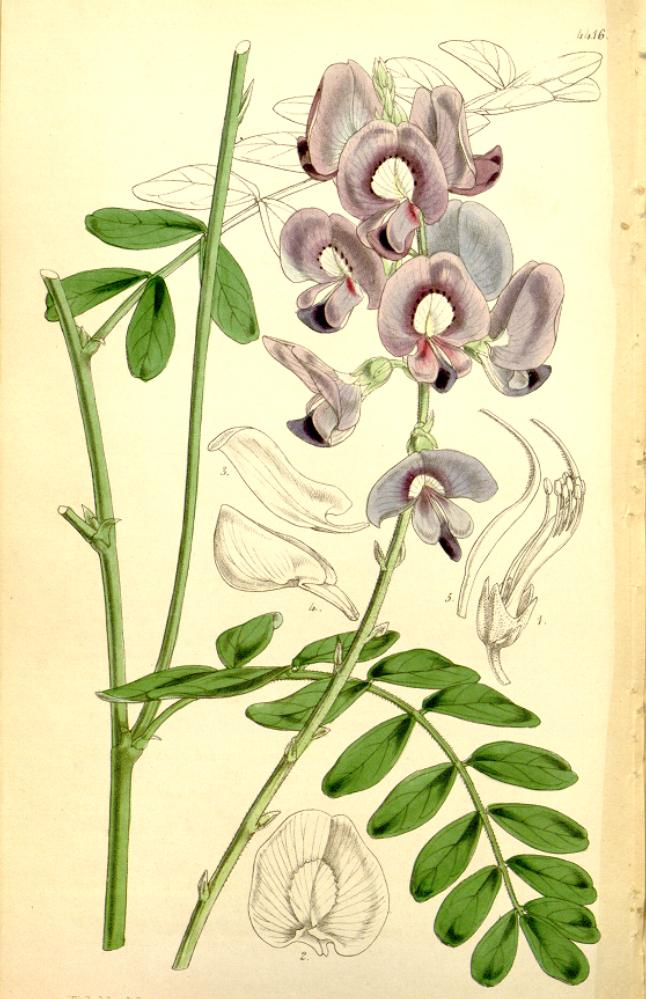

## 著作
- Exotic Flora, indicating such of the specimens as are deserving cultivation (3 vols., 1822-1827)
- Account of Sabine's Arctic Plants (1824)
- Catalogue of Plants in the Glasgow Botanic Garden (1825)
- Botany of Parry's Third Voyage (1826)
- Curtis's Botanical Magazine (38 vols., 1827-1865)
- Icones Filicum, in concert with Dr R. K. Greville (meaning "Illustrations of the Ferns"; 2 vols., 1829-1831)
- British Flora, of which several editions appeared, undertaken with Dr G. A. W. Arnott, &c. (1830)
- British Flora Cryptogamia (1833)
- Characters of Genera from the British Flora (1830)
- Flora Boreali-Americana (2 vols., 1840)‐ジョン・フランクリンの航海によって収集されたイギリス領北アメリカの植物に関する著書。
- The Journal of Botany (4 vols., 1830-1842)
- Companion to the Botanical Magazine (2 vols., 1835-1836)
- Icones Plantarum (meaning "Illustrations of Plants"; 10 vols., 1837-1854)
- Botany of Beechey's Voyage to the Pacific and Behring's Straits (with George Arnott Walker-Arnott, 1841)
- Genera Filicum (meaning "The Genera of Ferns"; 1842), －フランツ・バウアーの図版に対する追補*The London Journal of Botany (7 vols., 1842-1848)
- Notes on the Botany of the Antarctic Voyage of the Erebus and Terror (1843)
- Species Filicum (meaning "The Species of Ferns"; 5 vols., 1846-1864), the standard work on this subject
- A Century of  Orchidaceous Plants (1849)
- Journal of Botany and Kew Garden Miscellany (9 vols., 1849-1857)
- Niger Flora (1849)
- Victoria Regia (1851)
- Museums of Economic Botany at Kew (1855)
- Filices Exoticae (meaning "Exotic Ferns"; 1857-1859)
- The British Ferns (1861-1862)
- A Century of Ferns (1854)
- A Second Century of Ferns (1860-1861).